# Andreas Müller (Radsportler)
Andreas Müller (* 25. November 1979 in Berlin, Deutschland) ist ein deutscher Radsportfunktionär und ehemaliger deutsch-österreichischer Bahn- und Straßenradrennfahrer.

## Sportliche Laufbahn
Müller begann erst im Juniorenalter mit dem Radsport. Sein erster Trainer in Berlin war Dagomar Richter, der früher als Radsporttrainer in der DDR tätig war. Müller lebte in seiner Jugend drei Jahre lang in Moskau. Andreas Müller besitzt einen deutschen sowie einen österreichischen Pass. Ab 2008 fuhr er für den österreichischen Radsportverband; vorher fuhr er für Deutschland.
Auf der Bahn wurde Müller im Jahr 2000 Deutscher Meister in der Mannschaftsverfolgung. Im Punktefahren wurde er 2001, 2002 und 2005 nationaler Meister. In der Saison 2003 gewann er zusammen mit Guido Fulst die Madison-Wettbewerbe bei den Weltcups in Moskau und Sydney. Als Österreicher wurde er 2008 nationaler Meister im Punktefahren, im Madison und im Scratch. Bei der Bahnrad-Weltmeisterschaft 2009 in Pruszków gewann er die Bronzemedaille im Scratch. Auf der Straße gewann Müller 2001 eine Etappe bei der Berlin-Rundfahrt. In der Saison 2006 war er beim Grand Prix Buchholz erfolgreich. Ein Jahr später konnte er die 15. Etappe beim International Cycling Classic für sich entscheiden.
Nach seinem Wechsel nach Österreich wurde Andreas Müller auf Anhieb dreifacher österreichischer Meister auf der Bahn, im Punktefahren, im Scratch sowie im Zweier-Mannschaftsfahren, gemeinsam mit Andreas Graf. Diese Erfolge konnte er 2010 wiederholen. 2013 errang er bei den Bahn-Weltmeisterschaften in Minsk die Silbermedaille im Scratch; in dieser Disziplin hatte er 2008 schon eine Bronzemedaille errungen. Bei den UEC-Bahn-Europameisterschaften 2015 im schweizerischen Grenchen belegte er Platz fünf im Scratch, Platz sechs im Ausscheidungsfahren sowie gemeinsam mit Andreas Graf Rang sechs im Zweier-Mannschaftsfahren. Nachdem er 2015 zum Hrinkow Advarics Cycleangteam gewechselt war, gelang ihm mit dem Gewinn einer Etappe von An Post Rás sein erster Sieg auf der Straße nach 14 Jahren.
Beim Bahnrad-Weltcup 2017/18 gewann Müller und Andreas Graf die Gesamtwertung im Zweier-Mannschaftsfahren. Im Januar 2019 bestritt er in seiner Geburtsstadt Berlin sein 100. Sechstagerennen und belegte gemeinsam mit Graf Rang drei. Beim Lauf des UCI Track Cycling Nations’ Cup 2021 in Hongkong belegten er und Graf Platz zwei. Während der Schlussfeier der Olympischen Sommerspiele 2020 war er der Fahnenträger seiner Nation. Ende des Jahres 2021 beendete Müller im Alter von 42 Jahren seine aktive Radsportlaufbahn.

## Berufliches
Von Mai 2017 bis 2021 übernahm Müller zusätzlich die Funktion des Sportlichen Leiters für die Bahnteams Elite/U23 des österreichischen Radsportverbandes. 2022 wurde er Geschäftsstellenleiter des Berliner Radsport-Verbandes.

## Erfolge
2000
- eine Etappe Berlin-Rundfahrt
- Deutscher Meister – Mannschaftsverfolgung (mit Robert Bartko, Guido Fulst und Andre Kalfack)

2001
- Deutscher Meister – Punktefahren

2002
- Deutscher Meister – Punktefahren

2003
- Weltcup Moskau – Madison (mit Guido Fulst)
- Deutscher Meister – Madison (mit Guido Fulst)
- Weltcup Sydney – Madison (mit Guido Fulst)

2005
- Deutscher Meister – Punktefahren

2008
- Bahn-Weltmeisterschaften – Scratch
- Österreichischer Meister – Punktefahren
- Österreichischer Meister – Madison (mit Andreas Graf)
- Österreichischer Meister – Scratch

2010
- Österreichischer Meister – Punktefahren
- Österreichischer Meister – Madison (mit Andreas Graf)
- Österreichischer Meister – Scratch

2013
- Bahn-Weltmeisterschaften – Scratch
- Weltcup Manchester – Scratch
- Österreichischer Meister – Punktefahren
- Österreichischer Meister – Madison (mit Stefan Matzner)

2014
- Berliner Sechstagerennen (mit Kenny De Ketele)
- Österreichischer Meister – Punktefahren
- Europameister – Madison (mit Andreas Graf)

2015
- eine Etappe An Post Rás
- Österreichischer Meister – Madison (mit Andreas Graf)

2016
- Österreichischer Meister – Madison (mit Andreas Graf)

2017
- Österreichischer Meister – Madison (mit Andreas Graf)

2018
- Weltcup-Gesamtwertung – Zweier-Mannschaftsfahren (mit Andreas Graf)
- Österreichischer Meister – Punktefahren, Madison (mit Andreas Graf)

2019
- Österreichischer Meister – Punktefahren